# Западна Аустралија
Западна Аустралија (енгл. Western Australia) је највећа аустралијска држава која заузима трећину западног дела Аустралије. Простире се на територији од 2.527.013 km². На истоку се граничи са Северном територијом и Јужном Аустралијом, док границу на југу, западу и северу чини Индијски океан. Западна Аустралија је једна од највећих савезних држава на свету. Главни град, Перт у коме живи око 1,5 милиона становника од 2 колико живи у Западној Аустралији, је један од најизолованијих градова, не само у Аустралији, већ у у читавом свету. Перт је од Џакарте у Индонезији удаљен 3.007 km, до је раздаљина до Сиднеја чак 3.284 km.

## Историја
Сматра се да су први становници Аустралије пристигли између 58.000 и 38.000. године пре нове ере. Прошло је хиљаде година до успостављања већих номадских заједница. До доласка првих Европљана, староседеоци су већ утврдили свој језик и културу. Сматра се да су се први европски бродови усидрили на обалама Западне Аустралије, почетком 17. века.
Први Европљанин који је крочио на тлу Западне Аустралије био је холандски истраживач, Дирк Хартог. Он је 26. октобра 1616. заузео рт назвавши га Дирк Хартогово острво. Током 17. века многи Холанђани посетили су обале новоосвојеног рта. Током 1700-их, многи енглески и француски морепловци почели су да истраживају обале Западне Аустралије.
Оснивањем британског сеоцета Свен Ривера у близини Перта, 1829. године, почела је колонизација Западне Аустралије. Био је то почетак пропадања и уништавања абориџина и њихове културе.
Популације је расла веома споро, све до проналаска злата 1890. година. Златна грозница, привукла је многе Европљане. Западна Аустралија је 1901. године, званично постала држава аустралијске заједнице.